# 西條奈加
西條 奈加（さいじょう なか、1964年11月9日 - ）は、日本の小説家。

## 略歴
1964年、北海道中川郡池田町に生まれる。音更町立下音更小学校・中学校、北海道帯広三条高等学校を経て、東京英語専門学校を卒業。貿易会社勤務を経る。
2005年、『金春屋ゴメス』が第17回日本ファンタジーノベル大賞の大賞を受賞し作家デビュー。
主に時代小説を得意とする。初期はファンタジー要素のある時代小説であったが後に一般の時代小説に移行する。

## 文学賞受賞・候補歴
太字は受賞
- 2005年 - 『金春屋ゴメス』で第17回日本ファンタジーノベル大賞（大賞）を受賞[5]。
- 2012年 - 『涅槃の雪』で第18回中山義秀文学賞を受賞[6]。
- 2015年 - 『まるまるの毬』で第36回吉川英治文学新人賞を受賞。『六花落々』で第5回本屋が選ぶ時代小説大賞候補。
- 2016年 - 『ごんたくれ』で第5回歴史時代作家クラブ賞（作品賞）候補。
- 2018年 - 『無暁の鈴』で第1回細谷正充賞を受賞、第8回本屋が選ぶ時代小説大賞候補。
- 2021年 - 『心淋し川』で第164回直木三十五賞を受賞[7][8]、第7回沖縄書店大賞候補、第8回高校生直木賞候補。

## 作品リスト

### 単著

#### 金春屋シリーズ
- 金春屋ゴメス（2005年11月 新潮社 / 2008年10月 新潮文庫 / 2022年7月 新潮文庫nex）
- 芥子の花 金春屋ゴメス（2006年9月 新潮社）
  - 【改題】異人村阿片奇譚 金春屋ゴメス（2009年5月 新潮文庫）
  - 【改題】金春屋ゴメス 芥子の花（2022年8月 新潮文庫nex）
- 金春屋ゴメス 因果の刀（2023年8月 新潮文庫nex）

#### 善人長屋シリーズ
- 善人長屋（2010年6月 新潮社 / 2012年9月 新潮文庫）
  - 収録作品：善人長屋 / 泥棒簪 / 抜けずの刀 / 噓つき紅 / 源平蛍 / 犀の子守歌 / 冬の蟬 / 夜叉坊主の代之吉 / 野州屋の蔵
- 閻魔の世直し 善人長屋（2013年3月 新潮社 / 2015年9月 新潮文庫）
- 大川契り 善人長屋（2014年11月 新潮社 / 2018年7月 新潮文庫）
  - 収録作品：泥つき大根 / 弥生鳶 / 兎にも角にも / 子供質 / 雁金貸し / 侘梅 / 鴛鴦の櫛 / 大川契り
- 牧谿の猿 善人長屋（2024年12月 新潮社）
  - 収録作品：白狐 / 三枚の絵文 / 籠飼の長男 / 庚申待 / 白狐、ふたたび / 牧谿の猿

#### 神楽坂日記シリーズ
- 無花果の実のなるころに（2011年2月 東京創元社）
  - 【改題】無花果の実のなるころに お蔦さんの神楽坂日記（2013年9月 創元推理文庫）
    - 収録作品：罪かぶりの夜 / 蟬の赤 / 無花果の実のなるころに / 酸っぱい遺産 / 果てしのない噓 / シナガワ戦争
- いつもが消えた日 お蔦さんの神楽坂日記（2013年11月 東京創元社 / 2016年8月 創元推理文庫）
- みやこさわぎ お蔦さんの神楽坂日記（2016年10月 東京創元社 / 2019年7月 創元推理文庫）
  - 収録作品：四月のサンタクロース / みやこさわぎ / 三つ子花火 / アリのままで / 百合の真贋 / 鬼怒川便り / ポワリン騒動
- よろずを引くもの お蔦さんの神楽坂日記（2022年5月 東京創元社 / 2024年12月 創元推理文庫）
  - 収録作品：よろずを引くもの / ガッタメラータの腕 / いもくり銀杏 / 山椒母さん / 孤高の猫 / 金の兎 / 幸せの形

#### 南星屋シリーズ
- まるまるの毬（2014年6月 講談社 / 2017年6月 講談社文庫）
  - 収録作品：カスドース / 若みどり / まるまるの毬 / 大鶉 / 梅枝 / 松の風 / 南天月
- 亥子ころころ（2019年6月 講談社 / 2022年6月 講談社文庫）
  - 収録作品：夏ひすい / 吹き寄せる雲 / つやぶくさ / みめより / 関の戸 / 竹の春 / 亥子ころころ
- うさぎ玉ほろほろ（2022年12月 講談社）
  - 収録作品：饅頭くらべ / 母子草 / 肉桂餅 / 初恋饅頭 / うさぎ玉ほろほろ / 石衣 / 願い笹

#### 狸穴屋お始末日記
- わかれ縁（2020年2月 文藝春秋）
  - 【改題】わかれ縁 狸穴屋お始末日記（2023年3月 文春文庫）
  - 収録作品：わかれ縁 / 二三四の諍い / 双方離縁 / 錦蔦 / 思案橋 / ふたたびの縁
- 初瀬屋の客 狸穴屋お始末日記（2025年3月 文藝春秋）
  - 収録作品：祭りぎらい / 三見の三義人 / 身代わり / 夏椿 / 初瀬屋の客 / 証しの騙し絵

#### その他の作品
- 烏金（2007年7月 光文社 / 2009年12月 光文社文庫）
- 恋細工（2009年4月 新潮社 / 2011年9月 新潮文庫）
  - 【改題】千両かざり―女細工師お凜―（2020年9月 新潮文庫）
- はむ・はたる（2009年8月 光文社 / 2012年3月 光文社文庫）
  - 収録作品：あやめ長屋の長治 / 猫神さま / 百両の壺 / 子持稲荷 / 花童 / はむ・はたる / 登美の花婿
- 御師弥五郎 お伊勢参り道中記（2010年10月 祥伝社 / 2014年2月 祥伝社文庫）
- 四色（よしき）の藍（2011年5月 PHP研究所 / 2014年11月 PHP文芸文庫）
- 涅槃の雪（2011年9月 光文社 / 2014年8月 光文社文庫）
- 朱龍哭く 弁天観音よろず始末（2012年2月 講談社）
  - 【改題】世直し小町りんりん（2015年5月 講談社文庫）
- 千年鬼（2012年6月 徳間書店 / 2015年8月 徳間文庫）
  - 収録作品：三粒の豆 / 鬼姫さま / 忘れの呪文 / 隻腕の鬼 / 小鬼と民 / 千年の罪 / 最後の鬼の芽
- 三途の川で落しもの（2013年6月 幻冬舎 / 2016年12月 幻冬舎文庫）
- 上野池之端 鱗や繁盛記（2014年3月 新潮社 / 2016年10月 新潮文庫）
  - 収録作品：蛤鍋の客 / 桜楼の女将 / 千両役者 / 師走の雑煮 / 春の幽霊 / 八年桜
- 六花落々（りっかふるふる）（2014年12月 祥伝社 / 2017年10月 祥伝社文庫）
- 睦月童（2015年2月 PHP研究所 / 2018年12月 PHP文芸文庫）
  - 収録作品：睦月童 / 狐火 / さきよみ / 魔物 / 富士野庄 / 赤い月 / 睦月神
- ごんたくれ（2015年4月 光文社 / 2018年1月 光文社文庫）
- 秋葉原先留交番ゆうれい付き（2015年10月 KADOKAWA / 2018年4月 角川文庫）
- 九十九藤（2016年2月 集英社 / 2018年9月 集英社文庫）
- 刑罰0号（2016年8月 徳間書店 / 2020年2月 徳間文庫）
- 猫の傀儡（2017年5月 光文社 / 2020年5月 光文社文庫）
  - 収録作品：猫の傀儡 / 白黒仔猫 / 十市と赤 / 三日月の仇 / ふたり順松 / 三年宵待ち / 猫町大捕物
- 銀杏手ならい（2017年11月 祥伝社 / 2020年9月 祥伝社文庫）
- 無暁の鈴（2018年5月 光文社 / 2021年4月 光文社文庫）
- 雨上がり月霞む夜（2018年11月 中央公論新社 / 2021年11月 中公文庫）
  - 収録作品：紅蓮白峯 / 菊女の約 / 浅時が宿 / 夢応の金鯉 / 修羅の時 / 磯良の来訪 / 邪性の隠 / 紺頭巾 / 幸福論
- 永田町 小町バトル（2019年1月 実業之日本社 / 2021年6月 実業之日本社文庫）
- 隠居すごろく（2019年3月 KADOKAWA / 2022年2月 角川文庫）
- せき越えぬ（2019年11月 新潮社 / 2021年9月 新潮文庫）
- 心淋し川（2020年9月 集英社 / 2023年9月 集英社文庫）
  - 収録作品：心淋し川 / 閨仏 / はじめましょ / 冬虫夏草 / 明けぬ里 / 灰の男
- 曲亭の家（2021年4月 角川春樹事務所 / 2023年6月 ハルキ文庫）
- 婿どの相逢席（2021年6月 幻冬舎 / 2024年6月 幻冬舎時代小説文庫）
- 六つの村を越えて髭をなびかせる者（2022年1月 PHP研究所 / 2025年3月 PHP文芸文庫）
- 首取物語（2022年9月 徳間書店 / 2024年10月 徳間文庫）
- とりどりみどり（2023年3月 祥伝社）
- 隠居おてだま（2023年5月 KADOKAWA） - 『隠居すごろく』の続編
- 姥玉みっつ（2024年3月 潮出版社）
- バタン島漂流記（2024年6月 光文社）

### アンソロジー
「」内が西條奈加の作品
- 日本の作家60人 太鼓判！のお取り寄せ（2011年6月 講談社）※エッセイアンソロジー「サワーポメロ」
- 平成二十五年度(59) 代表作時代小説 生きざまに熱き思いを重ね合わせ（2013年6月 光文社）「梅枝」
- 江戸猫ばなし（2014年9月 光文社文庫）「猫の傀儡」
- なさけ 〈人情〉時代小説傑作選（2018年3月 PHP文芸文庫）「善人長屋」
- てしごと 時代小説アンソロジー おんな職人日乗（2020年1月 徳間書店）「姉妹茶屋」
  - 【改題】てしごと 時代小説アンソロジー（2022年11月 徳間文庫）
- ねこだまり 〈猫〉時代小説傑作選（2020年2月 PHP文芸文庫）「猫神さま」
- 商売繁盛 時代小説アンソロジー（2020年11月 角川文庫）「千両役者」
- 朝日文庫時代小説アンソロジー なみだ（2021年6月 朝日文庫）「カスドース」
- わらべうた 〈童子〉時代小説傑作選（2021年7月 PHP文芸文庫）「花童」
- ふしぎ 〈霊験〉時代小説傑作選（2021年9月 PHP文芸文庫）「睦月童」
- 朝日文庫時代小説アンソロジー わかれ（2022年3月 朝日文庫）「十市と赤」
- 味比べ 時代小説アンソロジー（2022年3月 角川文庫）「カスドース」
- ぬくもり 〈動物〉時代小説傑作選（2022年11月 PHP文芸文庫）「紅蓮白峯」
- 短編宝箱（2022年11月 集英社文庫）「閨仏」
- 朝日文庫時代小説アンソロジー いのり（2023年5月 朝日文庫）「隻腕の鬼」
- ほろよい読書 おかわり（2023年5月 双葉文庫）「タイムスリップ」
- 時代小説アンソロジー 江戸に花咲く（2024年1月 文春文庫）「祭りぎらい」
- 歴屍物語集成 畏怖（2024年4月 中央公論新社）「土筆の指」
- 時代小説 ザ・ベスト2024（2024年7月 集英社文庫）「庚申待 善人長屋」
- とりもの 〈謎〉時代小説傑作選（2024年11月 PHP文芸文庫）「抜けずの刀」
- アンソロジー 料理をつくる人（2024年11月 創元文芸文庫）「向日葵の少女」
- おやつ 〈菓子〉時代小説傑作選（2024年12月 PHP文芸文庫）「大鶉」

## 映像化作品

### テレビドラマ
- 善人長屋（2022年7月8日 - 8月26日、全8話、NHK BSプレミアム・BS4K「BS時代劇」枠、主演：中田青渚）[9]